# باول ويليس (لاعب كرة قدم)
باول ويليس (بالإنجليزية: Paul Willis)‏ (21 أغسطس 1991 في المملكة المتحدة - ) هو لاعب كرة قدم بريطاني في مركز الوسط. لعب مع دونفرملين أثلتيك ونادي إيست فيف وبيرويك راينجرز وKingston FC ‏ ونادي ألبيون روفرز ونادي آير يونايتد.

## وصلات خارجية
- باول ويليس على موقع قاعدة بيانات كرة القدم.إي يو (الإنجليزية)
- باول ويليس على موقع Soccerbase.com (لاعب) (الإنجليزية)